# Tour de la Provence 2019
Il Tour de la Provence 2019, quarta edizione della corsa e valevole come evento dell'UCI Europe Tour 2019 categoria 2.1, si svolse in 4 tappe dal 14 al 17 febbraio 2019 su un percorso di 563,6 km, con partenza da Saintes-Maries-de-la-Mer e arrivo ad Aix-en-Provence, nella regione Provenza-Alpi-Costa Azzurra in Francia. La vittoria fu appannaggio dello spagnolo Gorka Izagirre, il quale completò il percorso in 13h18'06", precedendo l'australiano Simon Clarke e il francese Tony Gallopin.
Sul traguardo di Aix-en-Provence 127 ciclisti, su 152 partiti da Saintes-Maries-de-la-Mer, portarono a termine la competizione.

## Tappe
| Tappa  | Data        | Percorso                                                                | km    | Vincitore di tappa | Leader cl. generale |
| ------ | ----------- | ----------------------------------------------------------------------- | ----- | ------------------ | ------------------- |
| 1ª     | 14 febbraio | Saintes-Maries-de-la-Mer > Saintes-Maries-de-la-Mer (cron. individuale) | 8,9   | Filippo Ganna      | Filippo Ganna       |
| 2ª     | 15 febbraio | Istres > La Ciotat                                                      | 195,6 | Eduard Prades      | Gorka Izagirre      |
| 3ª     | 16 febbraio | Aubagne > Circuito Paul Ricard                                          | 185,8 | Philippe Gilbert   | Gorka Izagirre      |
| 4ª     | 17 febbraio | Avignone > Aix-en-Provence                                              | 173,3 | John Degenkolb     | Gorka Izagirre      |
| Totale | Totale      | Totale                                                                  | 563,6 |                    |                     |

## Squadre e corridori partecipanti
| N.      | Cod. | Squadra                    |
| ------- | ---- | -------------------------- |
| 1-7     | ALM  | AG2R La Mondiale           |
| 11-17   | GFC  | Groupama-FDJ               |
| 21-27   | TFS  | Trek-Segafredo             |
| 31-37   | MOV  | Movistar Team              |
| 41-47   | DQT  | Deceuninck-Quick-Step      |
| 51-57   | SKY  | Team Sky                   |
| 61-67   | SUN  | Team Sunweb                |
| 71-77   | EF1  | EF Education First         |
| 81-87   | WGG  | Wanty-Gobert Cycling Team  |
| 91-97   | ICA  | Israel Cycling Academy     |
| 101-107 | COF  | Cofidis, Solutions Crédits |

| N.      | Cod. | Squadra                         |
| ------- | ---- | ------------------------------- |
| 111-117 | TDE  | Direct Énergie                  |
| 121-126 | ANS  | Androni Giocattoli-Sidermec     |
| 131-137 | COC  | Corendon-Circus                 |
| 141-147 | NRL  | Natura4Ever-Roubaix Lille Métr. |
| 151-157 | AUB  | St Michel-Auber 93              |
| 161-167 | VCB  | Vital Concept-B&B Hotels        |
| 171-177 | DMP  | Delko Marseille Provence        |
| 181-187 | AMO  | Amore & Vita-Prodir             |
| 191-197 | MPB  | Maloja Pushbikers               |
| 201-207 | PCB  | Team Arkéa-Samsic               |
| 211-217 | AST  | Astana Pro Team                 |

## Dettagli delle tappe

### 1ª tappa
- 14 febbraio: Saintes-Maries-de-la-Mer > Saintes-Maries-de-la-Mer – Cronometro individuale – 8,9 km

Risultati
| Pos. | Corridore           | Squadra     | Tempo  |
| ---- | ------------------- | ----------- | ------ |
| 1    | Filippo Ganna       | Sky         | 10'05" |
| 2    | Sebastian Langeveld | Educ. First | a 9"   |
| 3    | Rémi Cavagna        | Deceuninck  | a 10"  |

| Pos. | Corridore           | Squadra     | Tempo  |
| ---- | ------------------- | ----------- | ------ |
| 1    | Filippo Ganna       | Sky         | 10'05" |
| 2    | Sebastian Langeveld | Educ. First | a 9"   |
| 3    | Rémi Cavagna        | Deceuninck  | a 10"  |

### 2ª tappa
- 15 febbraio: Istres > La Ciotat – 195,6 km

Risultati
| Pos. | Corridore      | Squadra  | Tempo    |
| ---- | -------------- | -------- | -------- |
| 1    | Eduard Prades  | Movistar | 4h50'15" |
| 2    | Tony Gallopin  | AG2R     | s.t.     |
| 3    | Gorka Izagirre | Astana   | s.t.     |

| Pos. | Corridore      | Squadra  | Tempo    |
| ---- | -------------- | -------- | -------- |
| 1    | Gorka Izagirre | Astana   | 5h00'45" |
| 2    | Thibaut Pinot  | Groupama | a 2"     |
| 3    | Tony Gallopin  | AG2R     | a 6"     |

### 3ª tappa
- 16 febbraio: Aubagne > Circuito Paul Ricard – 185,8 km

Risultati
| Pos. | Corridore        | Squadra    | Tempo    |
| ---- | ---------------- | ---------- | -------- |
| 1    | Philippe Gilbert | Deceuninck | 4h25'10" |
| 2    | Toms Skujiņš     | Trek       | s.t.     |
| 3    | Tony Gallopin    | AG2R       | s.t.     |

| Pos. | Corridore      | Squadra  | Tempo    |
| ---- | -------------- | -------- | -------- |
| 1    | Gorka Izagirre | Astana   | 9h25'55" |
| 2    | Thibaut Pinot  | Groupama | a 2"     |
| 3    | Tony Gallopin  | AG2R     | s.t.     |

### 4ª tappa
- 17 febbraio: Avignone > Aix-en-Provence – 173,3 km

Risultati
| Pos. | Corridore         | Squadra     | Tempo    |
| ---- | ----------------- | ----------- | -------- |
| 1    | John Degenkolb    | Trek        | 3h52'11" |
| 2    | Simon Clarke      | Educ. First | s.t.     |
| 3    | Anthony Maldonado | Auber 93    | s.t.     |

| Pos. | Corridore      | Squadra     | Tempo     |
| ---- | -------------- | ----------- | --------- |
| 1    | Gorka Izagirre | Astana      | 13h18'06" |
| 2    | Simon Clarke   | Educ. First | s.t.      |
| 3    | Tony Gallopin  | AG2R        | a 1"      |

## Evoluzione delle classifiche
| Tappa              | Vincitore          | Classifica generale Maglia multicolore | Classifica a punti Maglia nera | Classifica scalatori Maglia blu | Classifica giovani Maglia verde | Classifica a squadre  |
| ------------------ | ------------------ | -------------------------------------- | ------------------------------ | ------------------------------- | ------------------------------- | --------------------- |
| 1ª                 | Filippo Ganna      | Filippo Ganna                          | Filippo Ganna                  | non assegnata                   | Filippo Ganna                   | Deceuninck-Quick-Step |
| 2ª                 | Eduard Prades      | Gorka Izagirre                         | Eduard Prades                  | Lilian Calmejane                | David Gaudu                     | Groupama-FDJ          |
| 3ª                 | Philippe Gilbert   | Gorka Izagirre                         | Simon Clarke                   | Dries De Bondt                  | David Gaudu                     | Groupama-FDJ          |
| 4ª                 | John Degenkolb     | Gorka Izagirre                         | Simon Clarke                   | Lilian Calmejane                | David Gaudu                     | Groupama-FDJ          |
| Classifiche finali | Classifiche finali | Gorka Izagirre                         | Simon Clarke                   | Lilian Calmejane                | David Gaudu                     | Groupama-FDJ          |

Maglie indossate da altri ciclisti in caso di due o più maglie vinte
- Nella 2ª tappa Sebastian Langeveld ha indossato la maglia nera al posto di Filippo Ganna e Rémi Cavagna ha indossato quella verde al posto di Filippo Ganna.

## Classifiche finali

### Classifica generale - Maglia multicolore
| Pos. | Corridore        | Squadra     | Tempo     |
| ---- | ---------------- | ----------- | --------- |
| 1    | Gorka Izagirre   | Astana      | 13h18'06" |
| 2    | Simon Clarke     | Educ. First | s.t.      |
| 3    | Tony Gallopin    | AG2R        | a 1"      |
| 4    | Thibaut Pinot    | Groupama    | a 2"      |
| 5    | Rudy Molard      | Groupama    | a 10"     |
| 6    | David Gaudu      | Groupama    | a 15"     |
| 7    | Eddie Dunbar     | Sky         | s.t.      |
| 8    | Eduard Prades    | Movistar    | a 21"     |
| 9    | Jimmy Janssens   | Corendon    | a 26"     |
| 10   | Philippe Gilbert | Deceuninck  | a 29"     |

### Classifica a punti - Maglia nera
| Pos. | Corridore        | Squadra     | Punti |
| ---- | ---------------- | ----------- | ----- |
| 1    | Simon Clarke     | Educ. First | 38    |
| 2    | Tony Gallopin    | AG2R        | 32    |
| 3    | Philippe Gilbert | Deceuninck  | 28    |
| 4    | Gorka Izagirre   | Astana      | 19    |
| 5    | John Degenkolb   | Trek        | 18    |

### Classifica scalatori - Maglia blu
| Pos. | Corridore        | Squadra  | Punti |
| ---- | ---------------- | -------- | ----- |
| 1    | Lilian Calmejane | Direct   | 16    |
| 2    | Dries De Bondt   | Corendon | 16    |
| 3    | Thibaut Pinot    | Groupama | 8     |
| 4    | Eddie Dunbar     | Sky      | 7     |
| 5    | David Gaudu      | Groupama | 5     |

### Classifica giovani - Maglia verde
| Pos. | Corridore      | Squadra     | Tempo     |
| ---- | -------------- | ----------- | --------- |
| 1    | David Gaudu    | Groupama    | 13h18'21" |
| 2    | Eddie Dunbar   | Sky         | s.t.      |
| 3    | Michael Storer | Sunweb      | a 2'11"   |
| 4    | Lennard Kämna  | Sunweb      | a 2'54"   |
| 5    | Hugh Carthy    | Educ. First | a 3'14"   |

### Classifica a squadre
| Pos. | Squadra                    | Tempo     |
| ---- | -------------------------- | --------- |
| 1    | Groupama-FDJ               | 39h54'13" |
| 2    | Movistar Team              | a 1'57"   |
| 3    | Deceuninck-Quick-Step      | a 3'50"   |
| 4    | Cofidis, Solutions Crédits | a 4'16"   |
| 5    | Vital Concept-B&B Hotels   | a 5'31"   |